# Yoon Hye-suk
Yoon Hye-suk (ur. 19 czerwca 1983 w Pusan w Korei Południowej) – południowokoreańska siatkarka, grająca jako przyjmująca. Obecnie występuje w drużynie Hyundai.